# Slimane Brahmi
Slimane Brahmi (arabe : سليمان براهمي) (né le 9 mars 1952 à El Hachimia, en Algérie) est un homme magistrat algérien, ministre de la Justice, garde des Sceaux du 1er avril, au 1er août 2019.

## Biographie
Titulaire d'une licence en droit obtenue en 1977, il est magistrat depuis 1980.
Nommé ministre de la Justice le 1er avril 2019, il est démis de ses fonctions le 31 juillet 2019 par le chef de l’État algérien par intérim Abdelkader Bensalah et remplacé par Belkacem Zeghmati. Cette nomination est jugée inconstitutionnelle, l'article 104 de la Constitution interdisant au chef de l'État de remanier le gouvernement.

## Fonctions
- 2019 : Ministre de la Justice
- 2014 - 2019 : Conseiller auprès la Cour suprême
- 2011 - 2014 : Président de la Cour d'Alger
- 2010 - 2011 : Président de la Cour de Blida
- 2006 - 2010 : Président de la Cour de Sétif
- 2004 - 2006 : Président de la Cour de Laghouat
- 2003 - 2004 : Président de la Cour d'appel de Boumerdes
- 1999 - 2003 : Président de la Cour d'appel de Tizi Ouzou
- 1993 - 1999 : Conseiller auprès la Cour de Tizi Ouzou
- 1993 - 1993 : Procureur du Tribunal de Tizi Ouzou
- 1987 - 1993 : Procureur du Tribunal de Médéa
- 1981 - 1987 : Juge au Tribunal de Ksar El Boukhari